# Joël Delplanque
Pour les articles homonymes, voir Delplanque.
Joêl Delplanque, né le 8 juin 1946 à Dechy, est un dirigeant français de handball.

## Biographie
Joël Delplanque naît le 8 juin 1946 à Dechy, d'une famille de mineurs. Il poursuit ses études à l'École normale de Douai et devient instituteur et professeur de sport.
Joël Delplanque est conseiller technique du directeur des sports au ministère de la Jeunesse et des Sports, Jacques Périllat, de 1976 à 1980, puis directeur administratif de la Fédération française de handball (FFHB) de 1980 à 1982. Il est ensuite directeur de cabinet de Nelson Paillou, le président du Comité national olympique et sportif français, du 30 mars 1982 à février 1992. Chef de mission de la délégation française aux Jeux olympiques d'hiver de 1992 à Albertville, il se voit chargé d'assurer les relations entre le groupe GMF et les fédérations sportives en mars 1992. Il est ensuite directeur du CREPS de Montpellier de 1995 à 1997.
Il est conseiller technique auprès de la ministre de la Jeunesse et des Sports Marie-George Buffet de 1997 à 1999, directeur des Sports de 1999 à 2002 et inspecteur général de la Jeunesse et des Sports de 2002 à 2008.
Dans la sphère du handball, il est conseiller du président de la FFHB André Amiel de 2004 à 2007, président du jury d'appel de la FFHB de 2007 à 2008 avant d'être élu président de la FFHB en 2008. Décrit comme un travailleur « de l'ombre » en raison de sa discrétion, il est à la tête jusqu'en 2020 d'une Fédération connaissant son apogée avec neuf titres internationaux hommes et femmes confondus.
Il est également élu en juin 2009 secrétaire général de la Fédération internationale de handball, poste qu'il occupe jusqu'en 2013 : il est aussi membre du comité exécutif de l'IHF à partir de 2009 et premier vice-président de l'IHF depuis novembre 2017.

## Distinctions
- Chevalier de la Légion d'honneur (2012)[7]